# Scarabaeus spretus
Scarabaeus spretus es una especie de escarabajo del género Scarabaeus, familia Scarabaeidae. Fue descrita científicamente por Zur Strassen en 1962.
Habita en la región afrotropical (Ciudad del Cabo, Sudáfrica).